# Compsocephalus bayeri
Compsocephalus bayeri är en skalbaggsart som beskrevs av Moser 1917. Compsocephalus bayeri ingår i släktet Compsocephalus och familjen Cetoniidae. Inga underarter finns listade i Catalogue of Life.